# Pêche miraculeuse
Pour les articles homonymes, voir La Pêche miraculeuse.

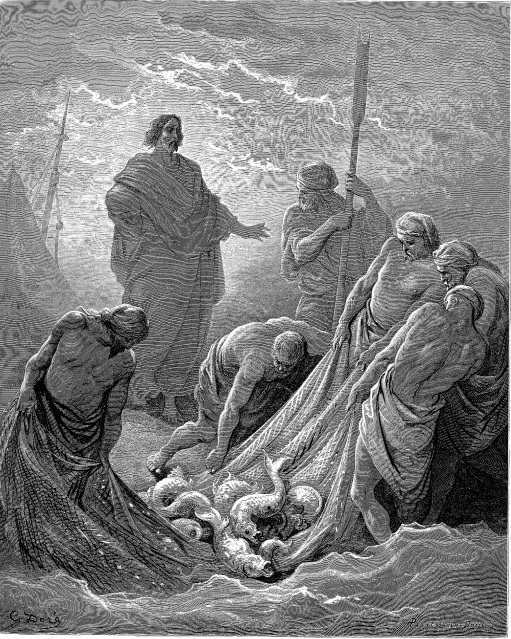
La Pêche miraculeuse, d'après Gustave Doré.

Dans le Nouveau Testament, il y a deux pêches miraculeuses, une avant (Lc 5. 1-11) et une après (Jn 21. 1-24) la résurrection de Jésus-Christ.
La première, relatée par Luc, est à l'origine de la vocation des apôtres Pierre, Jacques et Jean qui, abandonnant leurs filets, se mettent à la suite du Christ et deviendront « pêcheurs d'hommes ». 
La seconde, relatée par Jean, est liée à une manifestation de Jésus ressuscité au même groupe de pêcheurs, confirmant par un repas pris ensemble l'aspect physique de sa résurrection et le caractère universel de la mission qui leur est confiée (153 poissons dans les filets). Jean ne présente pas l'évènement comme « miracle ».
L'usage veut que sous la dénomination de « pêche miraculeuse », les textes religieux évoquent plus habituellement le premier événement, considéré comme miracle, qui se passe avant la Passion de Jésus. 

## Texte

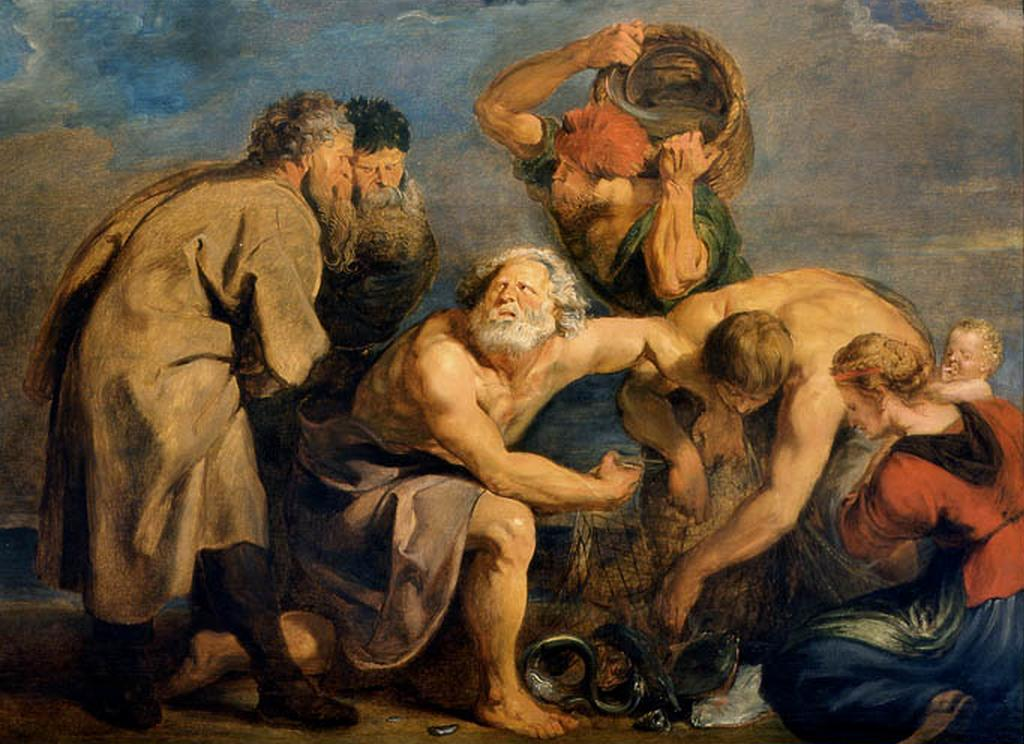
La Pêche miraculeuse par Jacob Jordaens.

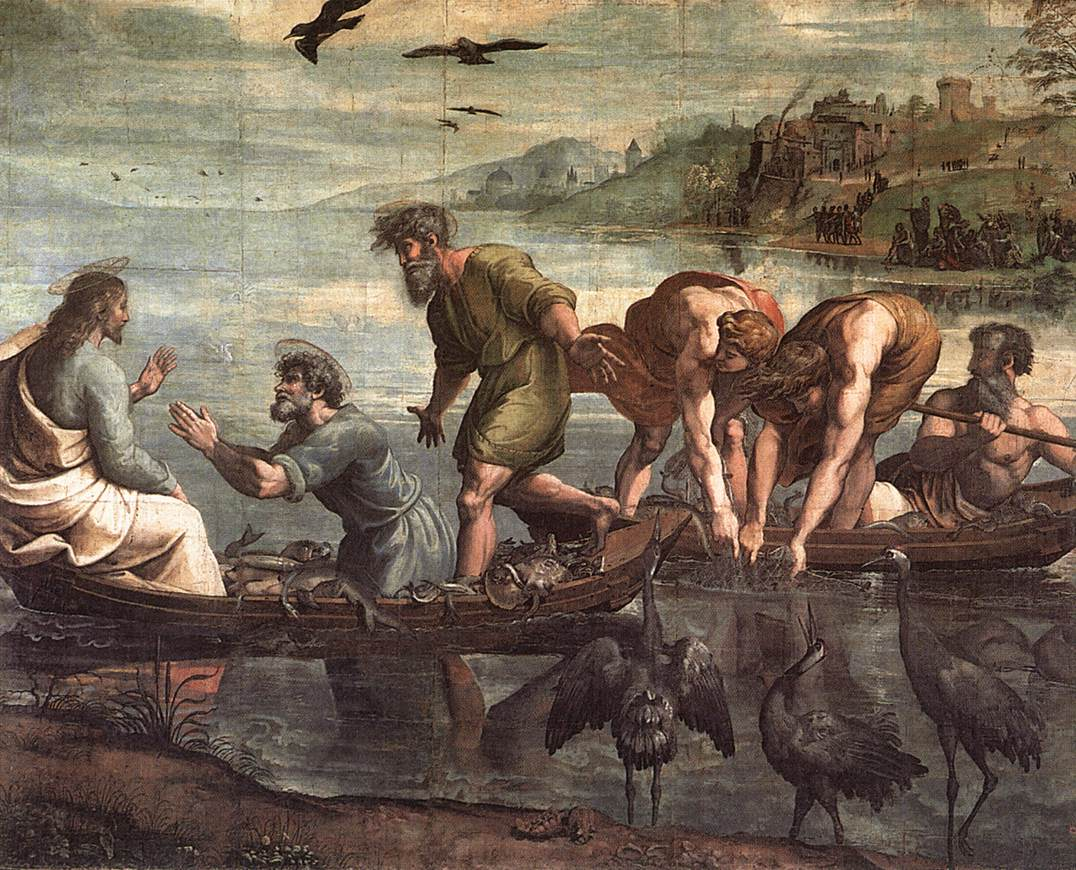
La Pêche miraculeuse d'après Raphaël (1515).

Évangile selon Luc, chapitre 5, versets 1 à 11 :

« Comme Jésus se trouvait auprès du lac de Génésareth, et que la foule se pressait autour de lui pour entendre la parole de Dieu, il vit au bord du lac deux barques, d'où les pêcheurs étaient descendus pour laver leurs filets. Il monta dans l'une de ces barques, qui était à Simon, et il le pria de s'éloigner un peu de terre. Puis il s'assit, et de la barque il enseignait la foule. Lorsqu'il eut cessé de parler, il dit à Simon : avance en pleine eau, et jetez vos filets pour pêcher. Simon lui répondit : Maître, nous avons travaillé toute la nuit sans rien prendre; mais, sur ta parole, je jetterai le filet. L'ayant jeté, ils prirent une grande quantité de poissons, et leur filet se rompait. Ils firent signe à leurs compagnons qui étaient dans l'autre barque de venir les aider. Ils vinrent et ils remplirent les deux barques, au point qu'elles enfonçaient. Quand il vit cela, Simon Pierre tomba aux genoux de Jésus, et dit : Seigneur, retire-toi de moi, parce que je suis un homme pécheur. Car l'épouvante l'avait saisi, lui et tous ceux qui étaient avec lui, à cause de la pêche qu'ils avaient faite. Il en était de même de Jacques et de Jean, fils de Zébédée, les associés de Simon. Alors Jésus dit à Simon: Ne crains point; désormais tu seras pêcheur d'hommes. Et, ayant ramené les barques à terre, ils laissèrent tout, et le suivirent. »

## Interprétation
Le docteur de l’Église Grégoire le Grand dans son homélie 24 s'attarde nettement plus sur la deuxième pêche miraculeuse effectuée une fois le Christ ressuscité. Néanmoins il donne quelques indications sur la métaphore que constitue dans la Bible le fait de pêcher des poissons. Pour ce pape, le lac est le monde présent que battent les vagues de la vie, le rivage est le repos éternel et naturellement les poissons représentent les humains, bons et mauvais.
Benoît XVI, lors de l'Angélus du dimanche 10 février 2013, donne sa vision de l'appel du Christ et de cette première pêche miraculeuse : « De cette manière, l'évangéliste montre comment les premiers disciples ont suivi Jésus et lui ont fait confiance, en s'appuyant sur sa parole, accompagnée par des signes miraculeux… L'image de la pêche se rapporte à la mission de l'Église… Le texte donne à réfléchir sur la vocation au sacerdoce et à la vie consacrée. »

## Représentation

La Pêche miraculeuse dans l’art
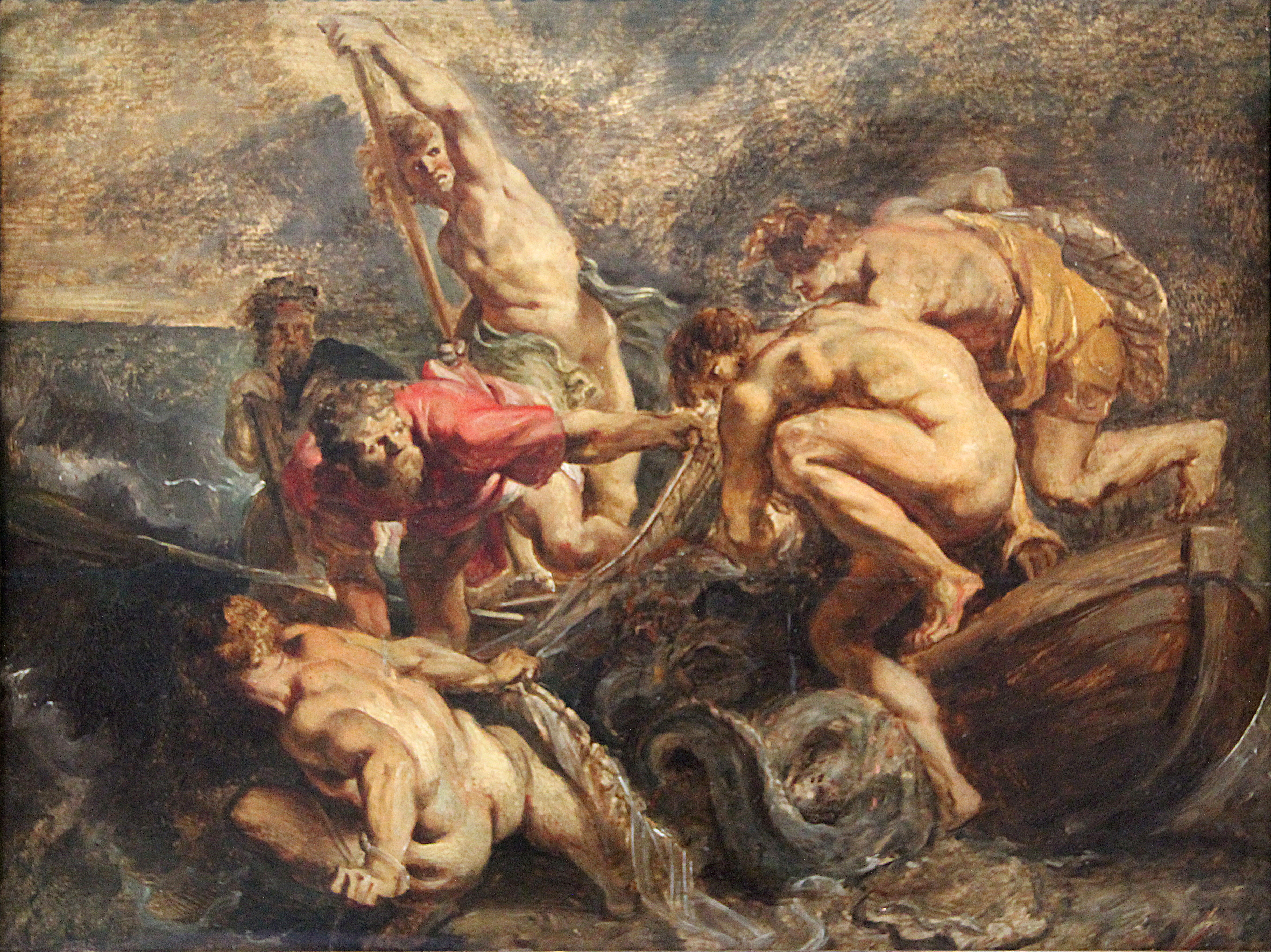
La Pêche miraculeuse, 1610 Pierre Paul Rubens
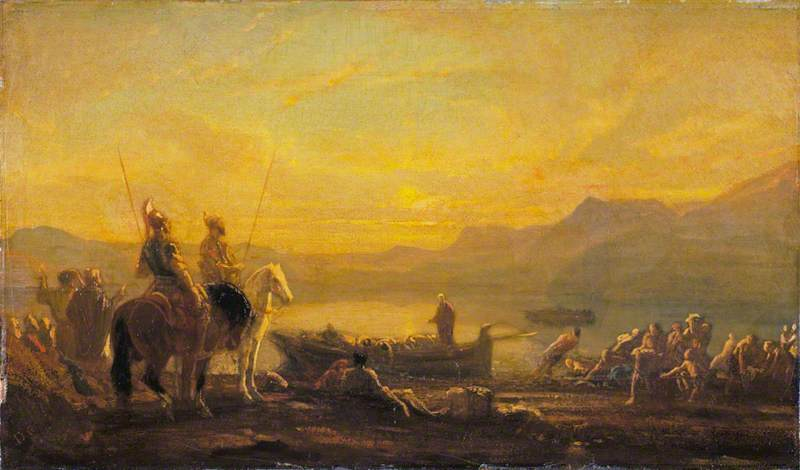
La Pêche miraculeuse Alexandre-Gabriel Decamps, vers 1853 Wallace Collection, Londres

## Poisson de Saint-Pierre

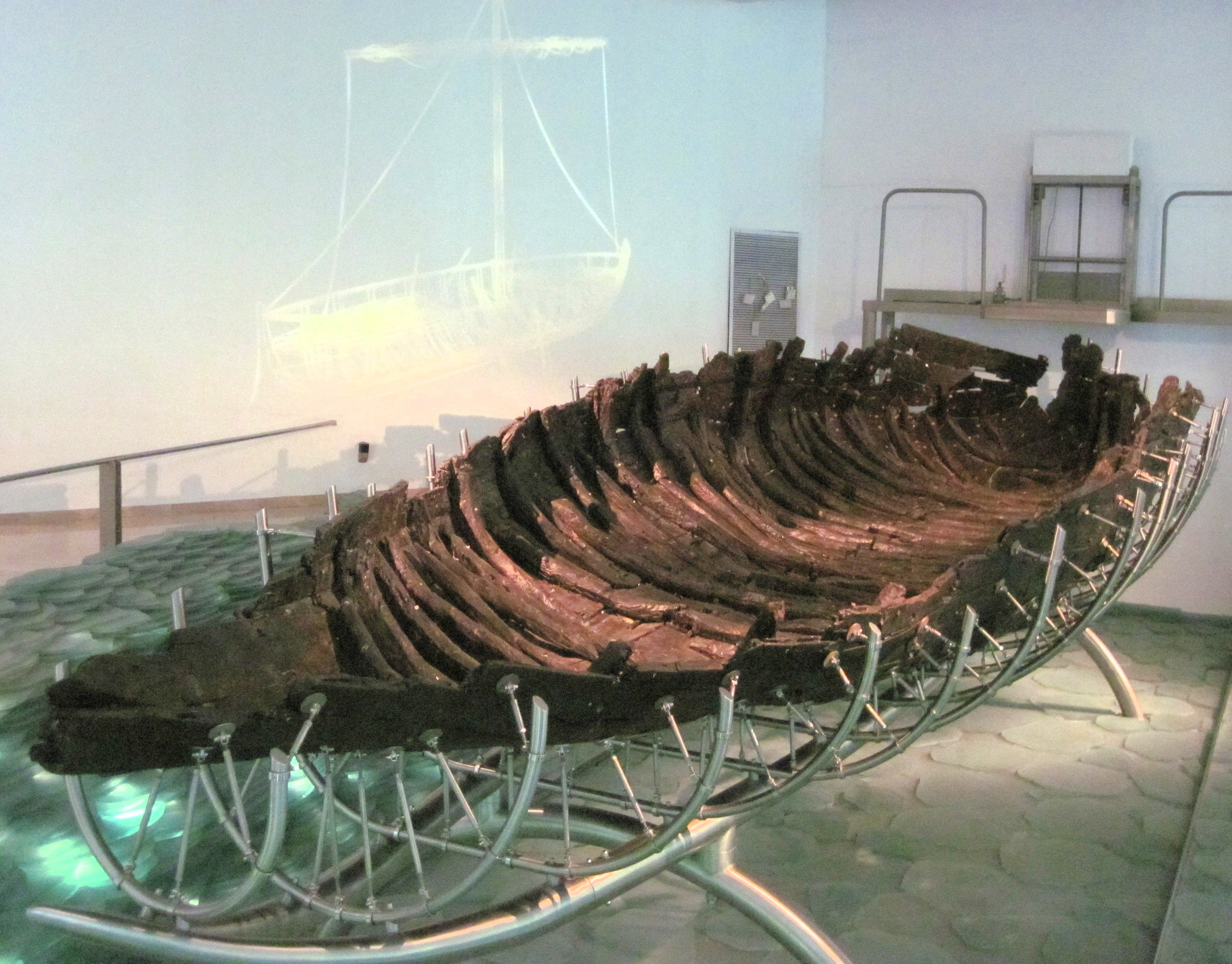
Le (appelé rapidement « barque de Pierre » ou « barque de Jésus ») daté du premier siècle, rappelle que plusieurs disciples de Jésus viennent du milieu des pêcheurs.

Parmi la vingtaine d'espèces de poissons dans la mer de Galilée, l'une des plus pêchées est un tilapia qui a reçu le nom de  poisson de Saint-Pierre.
|                                                                            |
| Le poisson de Saint-Pierre est associé au miracle de la pêche miraculeuse. |

|                                                                                 |
| Le saint-pierre est associé au miracle de la pièce dans la bouche d'un poisson. |